# Lhommeia subapicata
Lhommeia subapicata är en fjärilsart som beskrevs av W. Warren 1899. Lhommeia subapicata ingår i släktet Lhommeia och familjen mätare. Inga underarter finns listade i Catalogue of Life.